# Hyblaea tortricoides
Hyblaea tortricoides is een vlinder uit de familie van de Hyblaeidae. De wetenschappelijke naam van de soort is voor het eerst geldig gepubliceerd in 1852 door Achille Guenée.